# Slovénie au Concours Eurovision de la chanson 2012
La Slovénie a participé au Concours Eurovision de la chanson 2012 et a sélectionné son artiste et sa chanson via une série d'émissions éliminatoires et d'une finale nationale, organisée par le diffuseur slovène RTV SLO.

## Finale nationale
Le 22 juin, RTV SLO annonce sa participation au Concours Eurovision de la chanson 2012 qui a eu lieu à Bakou en Azerbaïdjan.
Deux sélections permettent de déterminer le représentant de la Slovénie à l'Eurovision. D'abord, l'émission Misija Evrovizija (Mission Eurovision) est utilisé pour sélectionner deux candidats puis dans EMA 2012, un artiste et une chanson sont choisis parmi les deux candidats sélectionnés dans Misija Evrovizija. Les deux émissions sont présentés par Klemen Slakonja.

### Misija Evrovizija
Misija Evrovizija (Mission Eurovision) est un processus de sélection long de trois mois qui se déroule en trois phases :
1. Des auditions régionales - Dans cinq villes slovènes (Celje, Novo Mesto, Koper, Maribor et Ljubljana), des auditions régionales, ouvertes à tout artiste âgé de minimum 16 ans, ont lieu et les producteurs de ME choisissent les 130 meilleurs artistes qui se qualifient pour le tour suivant.
2. Auditions avec les juges - Les 130 artistes choisis lors du tour suivant se produisent devant 3 juges et les 32 meilleurs se qualifient pour le tour suivant.
3. Émissions en direct - Les 32 artistes sélectionnés participent à des émissions en direct où le vote du public décide quels sont les candidats qui sont éliminés et cela, jusqu'à qu'il n'en reste que deux.

Les noms des quatre juges qui participent à Misija Evrovizija sont dévoilés le 8 septembre et sont :
- Darja Švajger (chanteuse, représentante de la Slovénie au Concours Eurovision de la chanson 1995 et 1999)
- Jonas Žnidaršič (personnalité de la télévision)
- Raay (auteur-compositeur)
- Tina Marinšek (chanteuse)

L'émission débute le 2 octobre 2011 et termine en janvier 2012,.

### Premier tour

#### Partie 1 - 2 octobre 2011
| Numéro | Artiste          | Chanson (artistes originaux)              | Résultat      |
| ------ | ---------------- | ----------------------------------------- | ------------- |
| 1      | Janja Kobale     | Rolling in the Deep (Adele)               | 'Élimination  |
| 2      | Sylvo            | Tainted Love (Soft Cell)                  | Élimination   |
| 3      | Klemen Orter     | Somewhere Over the Rainbow (Judy Garland) | Qualification |
| 4      | Tamara Goričanec | Ključ do srca (Anja Rupel)                | Élimination   |
| 5      | Biba & Bibitas   | Moon River (Audrey Hepburn)               | Éliminés'     |
| 6      | Nadja Irgolič    | The Climb (Miley Cyrus)                   | Qualification |
| 7      | Aljoša Keber     | Grenade (Bruno Mars)                      | Qualification |
| 8      | Brina Vidic      | You Know I'm No Good (Amy Winehouse)      | Qualification |

#### Partie 2 - 9 octobre 2011
| Numéro | Artiste           | Chanson (artistes originaux)    | Résultat      |
| ------ | ----------------- | ------------------------------- | ------------- |
| 1      | Gašper Rifelj     | Bed of Roses (Bon Jovi)         | Qualification |
| 2      | Flora Ema Lotrič  | Stuck (Caro Emerald)            | Qualification |
| 3      | Ž-Lajf            | Sex Bomb (Tom Jones)            | Élimination   |
| 4      | Leaparfume        | Hvala za vijolice (Bilbi)       | Élimination   |
| 5      | Nastja Gabor      | Molitva (Marija Šerifović)      | Qualification |
| 6      | Sara Špelec       | The Show Must Go On (Queen)     | Élimination   |
| 7      | Domonik Vodopivec | Plan B (Anžej Dežan)            | Élimination   |
| 8      | Eva Boto          | Because of You (Kelly Clarkson) | Qualification |

#### Partie 3 - 16 octobre 2011
| Numéro | Artiste             | Chanson (artistes originaux)           | Résultat      |
| ------ | ------------------- | -------------------------------------- | ------------- |
| 1      | Manuela Brečko      | Something in the Water (Brooke Fraser) | Qualification |
| 2      | Alex Volasko        | Stop (Omar Naber)                      | Élimination   |
| 3      | Adrijana Lorber     | Price Tag (Jessie J)                   | Élimination   |
| 4      | Nina Bauman         | Superwoman (Alicia Keys)               | Élimination   |
| 5      | Sarah Senica        | Veter z Juga (Tinkara Kovač)           | Qualification |
| 6      | Nika et Eva Prusnik | Je veux (Zaz)                          | Qualification |
| 7      | Klemen Mramor       | Use Somebody (Kings of Leon)           | Élimination   |
| 8      | Nika Zorjan         | Listen (Beyoncé)                       | Qualification |

#### Partie 4 - 23 octobre 2011
| Numéro | Artiste        | Chanson (artistes originaux)              | Résultat      |
| ------ | -------------- | ----------------------------------------- | ------------- |
| 1      | Maja Založnik  | Love You I Do (Jennifer Hudson)           | Qualification |
| 2      | Alino Juhart   | Valerie (The Zutons)                      | Élimination   |
| 3      | Tanja Srednik  | Blues in the Night (Blues in the Night)   | Élimination   |
| 4      | Me 4           | Mercy (Duffy)                             | Élimination   |
| 5      | Barbara Vauda  | Saving All My Love (Whitney Houston)      | Qualification |
| 6      | David Matiči   | Let Me Entertain You (Robbie Williams)    | Qualification |
| 7      | Maks Verderber | Somewhere There's a Someone (Dean Martin) | Élimination   |
| 8      | Sara Jagrič    | Hallelujah (Leonard Cohen)                | Qualification |

### Second tour

#### Qualifiés des parties 1 et 2 - 30 octobre 2011
| Numéro | Artiste            | Chanson (artistes originaux)          | Résultat      |
| ------ | ------------------ | ------------------------------------- | ------------- |
| 1      | Aljoša Keber       | Born This Way (Lady Gaga)             | Élimination   |
| 2      | Maja Založnik      | V Meni Je Moč (Alenka Godec)          | Élimination   |
| 3      | Sarah Senica       | Can I Walk With You (Jessica Simpson) | Élimination   |
| 4      | Gašper Rifelj      | Insieme: 1992 (Toto Cutugno)          | Qualification |
| 5      | Eva Boto           | Hero (Mariah Carey)                   | Qualification |
| 6      | Flora Ema Lotrič   | A Night like This (Caro Emerald)      | Qualification |
| 7      | Barbara Vauda      | California King Bed (Rihanna)         | Élimination   |
| 8      | Nika & Eva Prusnik | Satellite (Lena Meyer-Landrut)        | Qualification |

#### Qualifiés des parties 3 et 4 - 6 novembre 2011
| Numéro | Artiste        | Chanson (artistes originaux)                  | Résultat      |
| ------ | -------------- | --------------------------------------------- | ------------- |
| 1      | Brina Vidic    | I'm Like a Bird (Nelly Furtado)               | Qualification |
| 2      | Manuela Brečko | Fuckin' Perfect (Pink)                        | Qualification |
| 3      | Klemen Orter   | Empire State of Mind (Jay-Z avec Alicia Keys) | Élimination   |
| 4      | Sara Jagrič    | There You'll Be (Faith Hill)                  | Élimination   |
| 5      | Nastja Gabor   | It's Raining Men (Geri Halliwell)             | Élimination   |
| 6      | David Matići   | Moja (Toše Proeski)                           | Élimination   |
| 7      | Nadja Irgolič  | This Is Me (Demi Lovato)                      | Qualification |
| 8      | Nika Zorjan    | My Heart Will Go On (Céline Dion)             | Qualification |

### Troisième tour

#### Demi-finale 1 – 13 novembre 2011
| 1                    | Manuela Brečko     | Like a Prayer (Madonna)                       | Qualification |
| 2                    | Flora Ema Lotrič   | Think Twice (Céline Dion)                     | En ballottage |
| 3                    | Gašper Rifelj      | All I Wanna Do Is Make Love To You (Heart)    | En ballottage |
| 4                    | Nika & Eva Prusnik | Gangsta's Paradise (Coolio avec L.V.)         | Qualification |
| 5                    | Nika Zorjan        | Would I Lie To You? (Charles & Eddie)         | Qualification |
| 6                    | Nadja Irgolič      | Ironic (Alanis Morissette)                    | Qualification |
| 7                    | Brina Vidic        | The Most Beautiful Girl in the World (Prince) | Qualification |
| 8                    | Eva Boto           | Any Man of Mine (Shania Twain)                | Qualification |
| Confrontation finale |                    |                                               |               |
| 1                    | Flora Ema Lotrič   | Stuck (Caro Emerald)                          | Qualification |
| 2                    | Gašper Rifelj      | Bed of Roses (Bon Jovi)                       | Élimination   |

#### Demi-finale 2 – 20 novembre 2011
| 1                    | Nika Zorjan        | Ladadidej (April)                    | Qualification |
| 2                    | Flora Ema Lotrič   | Malo tu, malo tam (Neisha)           | Qualification |
| 3                    | Nadja Irgolič      | Alya (Alya)                          | En ballottage |
| 4                    | Brina Vidic        | Moje luči (Tabu)                     | En ballottage |
| 5                    | Eva Boto           | Prisluhni mi (Darja Svajger)         | Qualification |
| 6                    | Manuela Brečko     | Dež (Nina Pušlar)                    | Qualification |
| 7                    | Nika & Eva Prusnik | Samo malo (Magnifico et Turbolentza) | Qualification |
| Confrontation finale |                    |                                      |               |
| 1                    | Nadja Irgolič      | The Climb (Miley Cyrus)              | Élimination   |
| 2                    | Brina Vidic        | You Know I'm No Good (Amy Winehouse) | Qualification |

#### Demi-finale 3 – 27 novembre 2011
| 1                    | Flora Ema Lotrič   | Don't Stop The Music (Rihanna)                         | En ballottage |
| 2                    | Eva Boto           | Hush Hush (The Pussycat Dolls avec Nicole Scherzinger) | Qualification |
| 3                    | Brina Vidic        | Hung Up (Madonna)                                      | En ballottage |
| 4                    | Nika & Eva Prusnik | Tik Tok (Ke$ha)                                        | Qualification |
| 5                    | Nika Zorjan        | Bad Romance (Lady Gaga)                                | Qualification |
| 6                    | Manuela Brečko     | One Love (David Guetta avec Estelle)                   | Qualification |
| Confrontation finale |                    |                                                        |               |
| 1                    | Flora Ema Lotrič   | A Night like This (Caro Emerald)                       | Qualification |
| 2                    | Brina Vidic        | I'm Like a Bird (Nelly Furtado)                        | Élimination   |

#### Demi-finale 4 – 11 décembre 2011
| 1              | Flora Ema Lotrič   | I Love Rock 'n' Roll (Britney Spears) | En ballottage |
| 2              | Manuela Brečko     | It's My Life (No Doubt)               | Qualification |
| 3              | Eva Boto           | Whataya Want from Me (Adam Lambert)   | Qualification |
| 4              | Nika Zorjan        | Sweet Child O' Mine (Guns N' Roses)   | En ballottage |
| 5              | Eva & Nika Prusnik | It's My Life (Bon Jovi)               | Qualification |
| Final Showdown |                    |                                       |               |
| 1              | Flora Ema Lotrič   | Malo tu, malo tam (Neisha)            | Élimination   |
| 2              | Nika Zorjan        | Ladadidej (April)                     | Qualification |

#### Demi-finale 5 – 18 décembre 2011
| 1                    | Nika Zorjan        | My Life Would Suck Without You (Kelly Clarkson) | Unfaithful (Rihanna)                      | Qualification |
| 2                    | Eva & Nika Prusnik | Bubbly (Colbie Caillat)                         | Forget You (Cee Lo Green)                 | En ballottage |
| 3                    | Manuela Brečko     | Hey, Soul Sister (Train)                        | Someone like You (Adele)                  | En ballottage |
| 4                    | Eva Boto           | Use Somebody (Kings of Leon)                    | Flashdance... What a Feeling (Irene Cara) | Qualification |
| Confrontation finale |                    |                                                 |                                           |               |
| 1                    | Eva & Nika Prusnik | Je veux (Zaz)                                   | Je veux (Zaz)                             | Qualification |
| 2                    | Manuela Brečko     | Something in the Water (Brooke Fraser)          | Something in the Water (Brooke Fraser)    | Élimination   |

#### Demi-finale 6 – 8 janvier 2012
| Numéro | Artiste            | Chanson 1 (artistes originaux)       | Chanson 2 (artistes originaux)       | Résultat      |
| ------ | ------------------ | ------------------------------------ | ------------------------------------ | ------------- |
| 1      | Nika Zorjan        | Listen (Beyoncé)                     | Ne partez pas sans moi (Céline Dion) | Élimination   |
| 2      | Nika & Eva Prusnik | Samo malo (Magnifico et Turbolentza) | Wild Dances (Ruslana)                | Qualification |
| 3      | Eva Boto           | Because of You (Kelly Clarkson)      | Running Scared (Ell & Nikki)         | Qualification |

### EMA 2012
L'EMA 2012 est organisé par RTV SLO le 26 février 2012. Comme lors des éditions précédentes de l'émission, l'EMA 2012 permet de sélectionner l'artiste et la chanson représentant la Slovénie à Bakou. Concernant l'artiste, il est choisi entre les deux dernières candidats présentes dans Misija Evrovizija.
| Numéro | Artiste            | Chanson        | Traduction en français | Paroles (p) / Musique (m) | Télévote | Jury |
| ------ | ------------------ | -------------- | ---------------------- | --- | -------- | ---- |
| 1      | Eva Boto           | Run            | Courir                 | Christina Schilling (m et p), Camilla Gottschlack (m et p), Henrik Szabo (m et p), Daniel Nillson (m et p), Søren Bundgaard (p) | 2 282    | 10   |
| 2      | Nika & Eva Prusnik | Konichiwa      | Bonjour                | Bilbi (m et p), Gregor Stermecki (m et p)                                                                                       | 3 691    | 20   |
| 3      | Eva Boto           | A si sanjal me | As-tu rêvé de moi ?    | Matjaž Vlašič (m), Urša Vlašič (p)                                                                                              | 2 909    | 8    |
| 4      | Nika & Eva Prusnik | Malo sreče     | Un peu de chance       | Magnifico (m), Barbara Pešut (l)                                                                                                | 517      | 10   |
| 5      | Eva Boto           | Verjamem       | Je crois               | Vladimir Graić (m), Igor Pirkovič (p)                                                                                           | 8 772    | 18   |
| 6      | Nika & Eva Prusnik | Love Hurts     | L'amour fait mal       | Chiron Morpheus (m&l) | 715      | 6    |

| Numéro | Artiste            | Chanson   | Traduction en français | Paroles (p) / Musique (m)                 | Télévote |
| ------ | ------------------ | --------- | ---------------------- | ----------------------------------------- | -------- |
| 1      | Eva Boto           | Verjamem  | Je crois               | Vladimir Graić (m), Igor Pirkovič (p)     | 28 385   |
| 2      | Nika & Eva Prusnik | Konichiwa | Bonjour                | Bilbi (m et p), Gregor Stermecki (m et p) | 12 884   |

## Tableau récapitulatif
| – Qualification |
| – En ballottage |
| – Dernier       |
| – Élimination   |

| Rang | Artiste            | DF 1 (13 novembre) | DF 2 (20 novembre)        | DF 3 (27 novembre)        | DF 4 (11 décembre)        | DF 5 (18 décembre)        | DF 6 (8 janvier)          | EMA 2012 (26 février)     |
| ---- | ------------------ | ------------------ | ------------------------- | ------------------------- | ------------------------- | ------------------------- | ------------------------- | ------------------------- |
| 1    | Eva Boto           | Qualification      | Qualification             | Qualification             | Qualification             | Qualification             | Qualification             | Gagnante                  |
| 2    | Nika & Eva Prusnik | Qualification      | Qualification             | Qualification             | Qualification             | En ballottage             | Qualification             | Finalistes                |
| 3    | Nika Zorjan        | Qualification      | Qualification             | Qualification             | En ballottage             | Qualification             | 3e                        | Élimination (6e semaine)  |
| 4    | Manuela Brečko     | Qualification      | Qualification             | Qualification             | Qualification             | En ballottage             | Élimination (5e semaine)  | Élimination (5e semaine)  |
| 5    | Flora Ema Lotrič   | En ballottage      | Qualification             | En ballottage             | En ballottage             | Élimination (4e semaine)  | Élimination (4e semaine)  | Élimination (4e semaine)  |
| 6    | Brina Vidic        | Qualification      | En ballottage             | En ballottage             | Élimination (3e semaine)  | Élimination (3e semaine)  | Élimination (3e semaine)  | Élimination (3e semaine)  |
| 7    | Nadja Irgolič      | Qualification      | En ballottage             | Élimination (2e semaine)  | Élimination (2e semaine)  | Élimination (2e semaine)  | Élimination (2e semaine)  | Élimination (2e semaine)  |
| 8.   | Gašper Rifelj      | En ballottage      | Élimination (1re semaine) | Élimination (1re semaine) | Élimination (1re semaine) | Élimination (1re semaine) | Élimination (1re semaine) | Élimination (1re semaine) |

En raison des élections législatives slovènes qui ont lieu le 4 décembre, la 4e demi-finale est reportée au 11 décembre.

## Misija 2012
La veille du Nouvel An, le 31 décembre, RTVSLO diffuse une émission spéciale, enregistrée pour le Nouvel An, de Misija Evrovizija. Les huit derniers candidats en lice de Misija Evrovizija chantent en compagnie d'anciens participants d'EMA, des animateurs Klemen Slakonja, Maja Keuc et Zlatko et encore beaucoup d'autres.
| Numéro | Artiste                             | Chanson                                      |
| ------ | ----------------------------------- | -------------------------------------------- |
| 1      | Manuela Brečko                      | Take Me to Your Heaven                       |
| 2      | Alya                                | Vse manj je dobrih gostiln                   |
| 3      | Gašper Rifelj                       | Naj bogovi slišijo                           |
| 4      | Eva Boto                            | Marija Magdalena                             |
| 5      | Nina Pušlar                         | Pozdrav z ljubeznijo                         |
| 6      | Nadja Irgolič                       | Lep poletni dan                              |
| 7      | Maja Keuc                           | Ta čas                                       |
| 8      | Brina Vidic                         | Satellite                                    |
| 9      | Neisha avec Tokac                   | Najin ples                                   |
| 10     | Flora Ema Lotrič                    | Hajde da ludujemo                            |
| 11     | Tangels                             | Najin/Kaj in kam/To je moj dan (avec Kataya) |
| 12     | Eva & Nika Prusnik                  | Samo ljubezen                                |
| 13     | Nika Zorjan & Langa                 | Zaigraj muzikant                             |
| 14     | Štirje Kovači, Cita Galič et Klemen | Kam le čas beži                              |

## À l'Eurovision
La Slovénie participe à la seconde moitié de la seconde demi-finale du 24 mai en passant en 9e position entre la Bulgarie et la Croatie et ne se qualifie pas pour la finale en terminant à la 17e et avant-dernière place de cette demi-finale avec 31 points.

### Points accordés à la Slovénie
| 12 points            | 10 points               | 8 points  | 7 points | 6 points |
| -------------------- | ----------------------- | --------- | -------- | -------- |
|                      | - Serbie                | - Croatie |          |          |
| 5 points             | 4 points                | 3 points  | 2 points | 1 point  |
| - Bosnie-Herzégovine | - Allemagne - Macédoine |           |          |          |

### Points accordés par la Slovénie
| 12 points | Serbie             |
| 10 points | Suède              |
| 8 points  | Croatie            |
| 7 points  | Lituanie           |
| 6 points  | Macédoine          |
| 5 points  | Bosnie-Herzégovine |
| 4 points  | Malte              |
| 3 points  | Portugal           |
| 2 points  | Pays-Bas           |
| 1 point   | Estonie            |

| 12 points | Serbie             |
| 10 points | Suède              |
| 8 points  | Russie             |
| 7 points  | Bosnie-Herzégovine |
| 6 points  | Macédoine          |
| 5 points  | Italie             |
| 4 points  | Islande            |
| 3 points  | Albanie            |
| 2 points  | Allemagne          |
| 1 point   | Moldavie           |